# Euphaedra uniformis
Euphaedra uniformis är en fjärilsart som beskrevs av Berger 1981. Euphaedra uniformis ingår i släktet Euphaedra och familjen praktfjärilar. Inga underarter finns listade i Catalogue of Life.